# Požega (Požega)

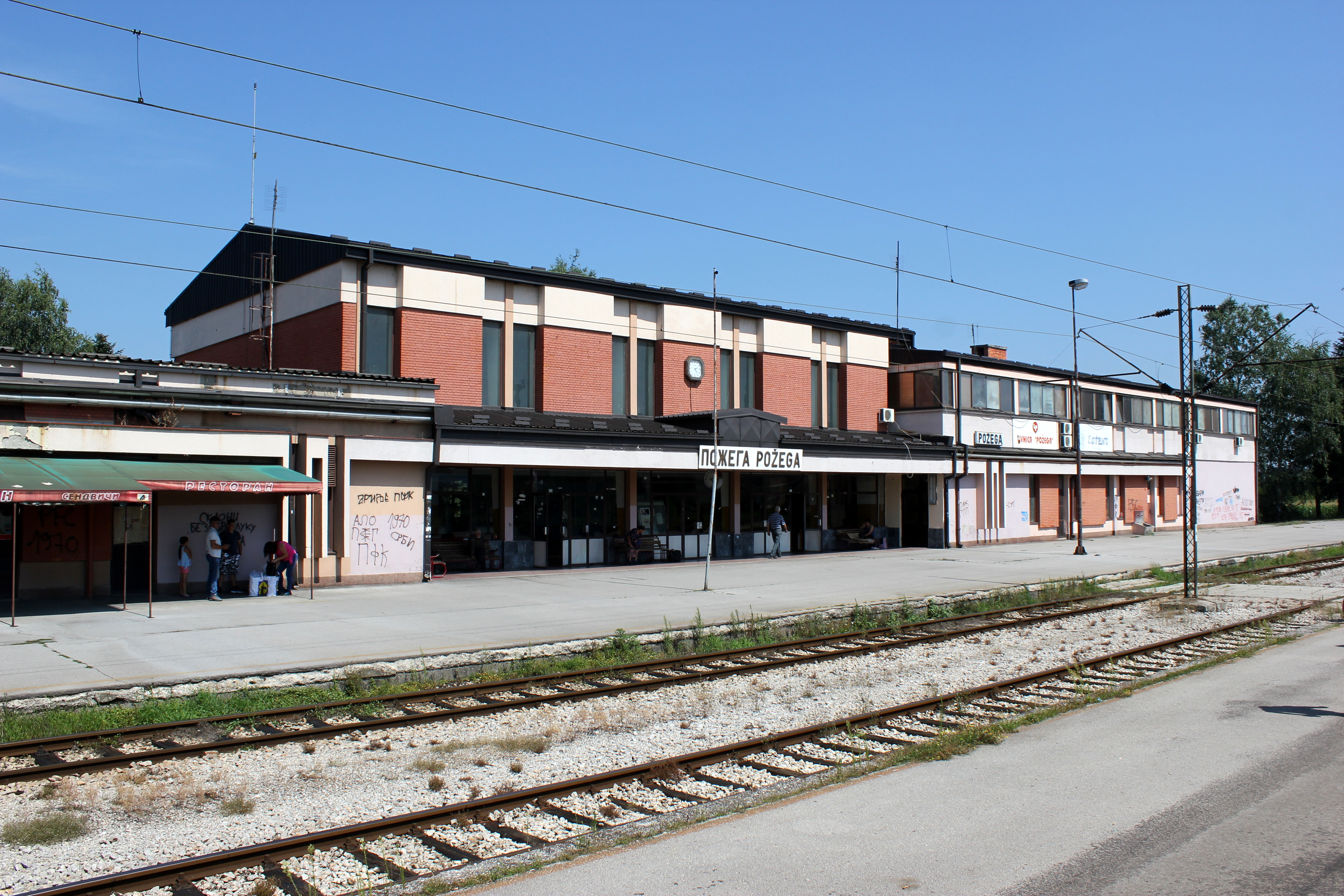
Bahnhof von Požega

Požega (serbisch-kyrillisch Пожега) ist eine Stadt im westlichen Serbien, 24 km östlich von Užice. Um die Stadt von anderen Orten gleichen Namens abzuheben, ist auch die Bezeichnung Užička Požega in Gebrauch.
Die Stadt hat heute etwa 13.000 Einwohner. Požega wird vom Fluss Skrapež durchflossen und liegt auf einer geographischen Höhe von 311 m. Die Fläche der Opština Požega beträgt 426 km². Sie gehört zum Okrug Zlatibor.

## Bevölkerung
Zur Volkszählung 2011 hatte die Opština Požega 29.638 Einwohner, davon 13.153 in der eigentlichen Stadt. Von den Einwohnern der Gemeinde bezeichneten sich 97,7 % als Serben und 0,7 % als Roma. Letztere leben fast ausschließlich in der Stadt selbst.

## Wirtschaft
In Požega beheimatet ist seit 1947 das Kombinat Budimka, das sowohl Alkoholika (Sliwowitz und mit Wacholderbeeren veredelter Sliwowitz), Rindfleisch, Sauerkonserven, als auch Fruchtsäfte, insbesondere Apfelsaft, produziert. In den 1980er Jahren wurde das Werk umfangreich auf den neuesten Stand der Technik gebracht. Die geplante Privatisierung von Budimka war für den 21. März 2008 vorgesehen, wurde jedoch vertagt.
Durch die Stadt verläuft die Bahnstrecke Belgrad–Bar.

## Sehenswürdigkeiten
Zu den Sehenswürdigkeiten der Stadt gehört unter anderem ein Eisenbahnmuseum mit zahlreichen Exponaten der ehemaligen Jugoslawischen Schmalspurbahnen.

## Söhne und Töchter der Stadt
- Miroslav Pavlović (1942–2004), Fußballspieler
- Aco Petrović (1959–2014), Basketballtrainer
- Nebojša Krupniković (* 1973), Fußballspieler
- Nenad Erić (* 1982), kasachischer Fußballtorhüter serbischer Herkunft
- Božidar Markićević (* 1983), Handballspieler
- Suzana Ćebić (* 1984), Volleyballspielerin